# Ааах Белінда
«Ааах Белінда» (тур. Aaahh Belinda) — турецька фантастична комедія 1986 року режисера Атифа Їлмаза. Стрічка брала участь в Антальському міжнародному кінофестивалі, де отримала нагороду «Золотий апельсин» за найкращий фільм, найкращу режисуру та найкращу жіночу роль.

## Сюжет
Серап — молода акторка, яка є сильною, жвавою особистістю та ставитися зі зневагою до сімейного життя та середнього класу. Вона бере участь у телевізійній рекламі шампуню «Белінда». Серап грає роль типової домогосподарки Насіє. Під час однієї з репетицій раптом зникає знімальна команда і все, що за кадром, залишаються лише всі елементи сценарію реклами, які тепер стали справжніми. Тепер вона Насіє. Ніхто навколо більше не знає її як Серап. Що гірше, її теперішня сім'я вважає, що у неї депресія, а Серап відчайдушно намагається довести протилежне.

## У ролях
- Мюжде Ар — Серап
- Їлмаз Зафер — Суат
- Маджіт Копер — Хулусі
- Гюзін Озіпек
- Фюсун Демірель — Феріде
- Тарик Папуччуоглу
- Мегмет Акан
- Левенд Їлмаз
- Фатош Сезер
- Бурчак Черезджіоглу